# Lelo Mbele
Blaise Lelo Mbele (* 10. August 1987 in Kinshasa) ist ein kongolesischer ehemaliger Fußballspieler.

## Karriere
Mbele kam in der kongolesischen Stadt Kinshasa auf die Welt und erlernte das Fußballspielen in den Jugendmannschaften diverser Mannschaften seiner Heimat. 2005 wurde er beim kongolesischen Fußballverein AS Vita Club Profispieler. 2004 wechselte er in die südafrikanische Liga zu AmaZulu Durban. Die nachfolgenden Jahre spielte er bei diversen Vereinen des afrikanischen Kontinents. Lediglich die Spielzeit 2007/08 verbrachte er beim saudi-arabischen Verein Al-Hilal.
Zum Sommer 2012 wechselte er in die türkische TFF 1. Lig zu Aufsteiger Şanlıurfaspor. Der Wandervogel, der nur 2009 eine Meisterschaft feiern konnte (die tunesische), spielte in seiner bis 2019 andauernden Karriere bei Vereinen in Kongo, Südafrika, Tunesien, Saudi-Arabien, Sudan, Libyen, Malaysia, Türkei, Algerien, Angola, Zypern, Indien und Bahrain. 